# Manoel Messias
Manoel Messias Dos Santos Júnior (* 19. November 1996 in Fortaleza) ist ein brasilianischer Triathlet und zweifacher Olympiastarter (2020, 2024). Er wird geführt in der Bestenliste der Triathleten auf der Ironman-Distanz.

## Werdegang
Manoel Messias startete 2013 in London erstmals bei der Junioren-Weltmeisterschaft Triathlon und er wurde ein Jahr später in Kanada auf der Sprintdistanz Sechster. Wiederum zwei Jahre später wurde er 2016 in Mexiko Vize-Weltmeister der Altersklasse U23 auf der olympischen Distanz (1,5 km Schwimmen, 40 km Radfahren und 10 km Laufen).
Er startete in Japan bei den Olympischen Sommerspielen 2020. Er belegte in Tokio in 1:48:11 Stunden den 28. Rang. In der Weltmeisterschaftsrennserie 2023 belegte er im September den 20. Rang.
Bei den Panamerikanischen Spielen gewann er 2023 mit dem brasilianischen Team (Miguel Hidalgo, Djenyfer Arnold und Vittória Lopes) die Goldmedaille.
In der Weltmeisterschaftsrennserie 2022 belegte er im November nach sieben Rennen den 14. Rang.
2024 startete Manoel Messias wieder für Brasilien bei den Olympischen Sommerspielen in Paris, wo er im Juli den 45. Rang belegte.

### Langdistanz seit 2025
Im Juni 2025 belegte der 28-Jährige bei seinem ersten Start auf der Langdistanz (3,86 km Schwimmen, 180,2 km Radfahren und 42,195 km Laufen) den zweiten Rang im Ironman Brasil hinter dem Argentinier Luciano Taccone.

Dabei stellte er mit seiner Zeit von 2:26:50 Stunden einen neuen Rekord auf der Marathondistanz innerhalb der Ironman-Rennserie ein – er war hier mehr als drei Minuten schneller als der bisherige Rekordhalter, der zehn Jahre ältere Deutsche Patrick Lange.

## Sportliche Erfolge
| Datum/Jahr    | Rang | Wettbewerb                                          | Austragungsort    | Zeit     | Bemerkung                                                                                                 |
| ------------- | ---- | --------------------------------------------------- | ----------------- | -------- | --- |
| 15. Feb. 2025 | 14   | ITU World Championship Series 2025                  | Abu Dhabi         | 00:49:23 | |
| 9. Nov. 2024  | 1    | ITU World Triathlon Cup Brasilia                    | Brasilia          | 00:53:35 | |
| 31. Juli 2024 | 45   | Olympische Sommerspiele 2024                        | Paris             | 01:51:00 | |
| Nov. 2023     | 1    | Panamerikanische Spiele, Mixed Relay                | Santiago de Chile |          | in der Mixed-Staffel mit Miguel Hidalgo, Djenyfer Arnold und Vittória Lopes                               |
| 24. Juni 2023 | 2    | ITU World Championship Series 2023                  | Montreal          |          | hinter dem Australier Matthew Hauser                                                                      |
| 3. März 2023  | 3    | ITU World Championship Series 2023                  | Abu Dhabi         | 00:53:06 | [ 4 ] |
| 8. Okt. 2022  | 3    | ITU World Championship Series 2022                  | Cagliari          | 01:40:29 | |
| 26. Juli 2021 | 28   | Olympische Sommerspiele 2020                        | Tokio             | 01:48:11 | |
| 15. Sep. 2016 | 2    | ITU Short Distance Triathlon World Championship U23 | Cozumel           | 01:53:00 | U23-Vize-Weltmeister auf der olympischen Kurzdistanz (1,5 km Schwimmen, 40 km Radfahren und 10 km Laufen) |
| 29. Aug. 2014 | 6    | ITU Triathlon World Championship Junior Men         | Edmonton          | 00:57:11 | Junioren-Weltmeisterschaft                                                                                |
| 11. Sep. 2013 | 59   | ITU Triathlon World Championship Junior Men         | London            | 00:55:16 | Junioren-Weltmeisterschaft                                                                                |

| Datum/Jahr   | Rang | Wettbewerb     | Austragungsort | Zeit     | Bemerkung                              |
| ------------ | ---- | -------------- | -------------- | -------- | -------------------------------------- |
| 1. Juni 2026 | 2    | Ironman Brasil | Florianópolis  | 07:37:11 | hinter dem Argentinier Luciano Taccone |

(DNF – Did Not Finish)